# Journée mondiale du véganisme
La Journée mondiale du véganisme (World Vegan Day) est un événement qui se déroule le 1er novembre de chaque année au cours duquel les véganes du monde entier se retrouvent pour célébrer les droits des animaux et faire connaitre le végétalisme et le véganisme.

## Organisation
Les défenseurs du véganisme ouvrent des stands dans la rue pour en parler, organisent des repas communs, plantent des arbres en commémoration de ce jour et offrent des échantillons de nourriture végétalienne.

## Historique

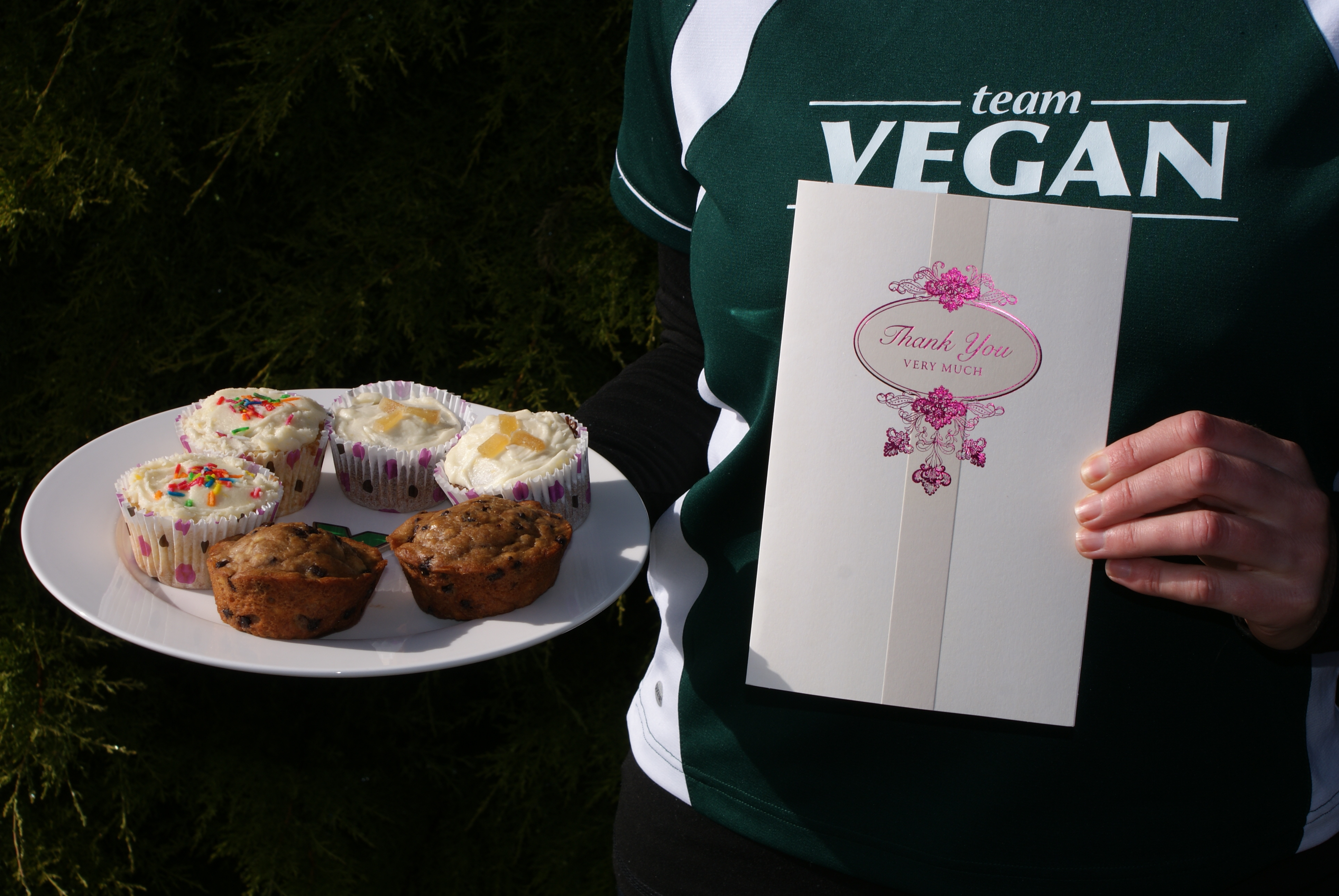
Journée mondiale du veganisme durant laquelle lInvercargill Vegan Society distribue des cartes de remerciement et des muffins aux entreprises locales respectueuses des végétaliens (2013)

La Journée mondiale du véganisme a été créée en 1994 par Louise Wallis, alors présidente de la Vegan Society UK, pour fêter le 50e anniversaire de l'organisation Vegan Society et du mot « vegan ». En 2011, elle déclare : 

« Nous savions que l'organisation avait été fondée en novembre 1944, mais nous ne connaissions pas la date exacte, j'ai donc décidé de choisir le 1er novembre. En partie parce que j'aimais l'idée que cette date coïncide avec Halloween et le jour des morts, qui est une période traditionnellement festive. C'était à la fois approprié et de bon augure. »

L'objectif de Louise Wallis, en fixant la date de la Journée mondiale du véganisme au 1ᵉʳ novembre de chaque année, était d'attirer l'attention sur l’existence continue d’une association végétalienne et du mot " vegan " qui avait fait son chemin dans la langue anglaise.
Dès lors, depuis le 1ᵉʳ novembre 1994, la Journée mondiale du véganisme est donc une " journée d'action " pour les végans du monde entier destiné à célébrer et à promouvoir le véganisme sous toutes ses formes positifs.
Voici les objectifs de la Journée mondiale du véganisme :
- Honorer le véganisme ;
- Faire en sortes que cet événement annuel permette des échanges d'idées entre des personnes partagent des valeurs sur le mode de vie végan ;
- Inviter le public qui n'a pas encore ou peu accès au mode de vie végane à les faire réfléchir et à se ré-orienter en faveur du mode de vie véganisme, à l'aide de brochures ou de matériels d'information dédiés à cette cause ;
- Favoriser un dialogue actif du public avec les végétariens et les omnivores concernant les atouts d'une alimentation végétale et leur comportement de consommateur ;
- Diffuser plus largement l'idée selon laquelle chaque individu peut apporter à sa petite échelle sa contribution à la protection de l'environnement et des animaux, et changer ainsi beaucoup de choses. Pour cela, le slogan de Gandhi : « Soyez vous-même le changement que vous souhaitez pour ce monde « est abondément repris[2].

### Source
- (en) Cet article est partiellement ou en totalité issu de l’article de Wikipédia en anglais intitulé « World Vegan Day » (voir la liste des auteurs).